# Powiat Ostrzeszowski
Der Powiat Ostrzeszowski ist ein Powiat (Kreis) in der polnischen Woiwodschaft Großpolen. Der Powiat hat eine Fläche von 772,37 km², auf der etwa 55.400 Einwohner leben. Die Bevölkerungsdichte beträgt 72 Einwohner/km² (2019).

## Gemeinden
Der Powiat Ostrzeszowski umfasst sieben Gemeinden, davon drei Stadt-und-Land-Gemeinden und vier Landgemeinden.

### Stadt-und-Land-Gemeinden
- Grabów nad Prosną (Grabow)
- Mikstat (Mixstadt)
- Ostrzeszów (Schildberg)

### Landgemeinden
- Czajków (Czajkowo)
- Doruchów (Doruchow)
- Kobyla Góra (Kobylagora)
- Kraszewice (Kraszewice)